# News of the World Darts Championship 1984
Die News of the World Darts Championship 1984 (offiziell: "News of the World" International Championship) war ein Dartsturnier, das am 28. April 1984 in der Londoner Wembley Arena ausgetragen und durch die Boulevardzeitung News of the World gesponsert wurde. Es handelte sich um die 37. Auflage des Turniers seit Ende des Zweiten Weltkriegs und die zwölfte Austragung mit internationaler Beteiligung. Teilnahmeberechtigt waren neben den acht Gewinnern der regionalen Meisterschaften der Saison 1983/84, die in England (Eastern Counties, Lancashire & Cheshire, London & Home Counties, Midland Counties, North of England, Western Counties und Yorkshire) sowie in Wales stattfanden, auch die Sieger der Qualifikationsturniere in Irland, Kanada, Schottland, Schweden und den Vereinigten Staaten. Die Veranstaltung wurde vom Fernsehsender ITV übertragen.
Turniersieger wurde der Titelverteidiger Eric Bristow (Milton Hayes BC, Stoke-on-Trent), der im Finale Ian Robertson (The Bell, Marston Moretaine) besiegen konnte. Als walisischer Regionalmeister nahm Dave Lee (Ivor Arms, Pontllanfraith) an der Veranstaltung teil.

## Preisgeld
| Position (Anzahl der Spieler) | Position (Anzahl der Spieler) | Preisgeld |
| ----------------------------- | ----------------------------- | --------- |
| Gewinner                      | (1)                           | £ 5.000   |
| Finalist                      | (1)                           | £ 1.000   |
| Halbfinalisten                | (2)                           | £ 250     |
| Viertelfinalisten             | (4)                           | £ 100     |
| Verlierer der Vorrunde        | (5)                           | £ 100     |
|                               |                               |           |
|                               |                               | £ 7.400   |

## Turnierplan
|  | Vorrunde (Best of 3 Legs) | Vorrunde (Best of 3 Legs) |  |  | Viertelfinale (Best of 3 Legs) | Viertelfinale (Best of 3 Legs) |   |                     | Halbfinale (Best of 3 Legs) | Halbfinale (Best of 3 Legs) |  |  | Finale (Best of 3 Legs) | Finale (Best of 3 Legs) |
|  |                           |                           |  |  |                                |                                |   |                     |                             |                             |  |  |                         |                         |
|  |                           |                           |  |  |                                |                                |   |                     |                             |                             |  |  |                         |                         |
|  |                           |                           |  |  | Ian Robertson                  | 2                              |   |                     |                             |                             |  |  |                         |                         |
|  |                           |                           |  |  | Mike Gregory                   | 1                              |   |                     |                             |                             |  |  |                         |                         |
|  |                           |                           |  |  |                                |                                |   | Ian Robertson       | 2                           |                             |  |  |                         |                         |
|  |                           |                           |  |  |                                | Jim Strathie                   | 0 |                     |                             |                             |  |  |                         |                         |
|  |                           |                           |  |  | Jim Strathie                   | 2                              |   |                     |                             |                             |  |  |                         |                         |
|  | Tom O’Connor              | 2                         |  |  | Tom O’Connor                   | 1                              |   |                     |                             |                             |  |  |                         |                         |
|  | Douglas Melander          | 0                         |  |  |                                |                                |   |                     | Ian Robertson 78,36         | 0                           |  |  |                         |                         |
|  | Paul Reynolds             | 2                         |  |  |                                | Eric Bristow 88,41             | 2 |                     |                             |                             |  |  |                         |                         |
|  | Rick Ney                  | 0                         |  |  | Paul Reynolds                  | 2                              |   |                     |                             |                             |  |  |                         |                         |
|  | George Corke              | 2                         |  |  | George Corke                   | 0                              |   |                     |                             |                             |  |  |                         |                         |
|  | Dave Lee                  | 0                         |  |  |                                |                                |   | Paul Reynolds 89,55 | 0                           |                             |  |  |                         |                         |
|  | Eric Bristow              | 2                         |  |  |                                | Eric Bristow 103,65            | 2 |                     |                             |                             |  |  |                         |                         |
|  | Simon Wilson              | 0                         |  |  | Eric Bristow 81,24             | 2                              |   |                     |                             |                             |  |  |                         |                         |
|  | George Hide               | 2                         |  |  | George Hide 77,73              | 0                              |   |                     |                             |                             |  |  |                         |                         |
|  | Steve Riley               | 1                         |  |  |                                |                                |   |                     |                             |                             |  |  |                         |                         |